# Saint-Cernin-de-Larche
 Saint-Cernin-de-Larche  (en occitano Sent Sarnin de l'Archa) es una comuna y población de Francia, en la región de Lemosín, departamento de Corrèze, en el distrito de Brive-la-Gaillarde y cantón de Larche.
Su población en el censo de 2008 era de 576 habitantes.
Está integrada en la Communauté de communes Vézère-Larche.

## Demografía
| 309 | 309 | 297 | 319 | 425 | 456 | 576 |
| Para los censos de 1962 a 1999 la población legal corresponde a la población sin duplicidades (Fuente: INSEE [Consultar]) |     |     |     |     |     |     |